# كنيسة سيدة الوردية (أسمرة)
كنيسة سيدة الوردية (بالإيطالية: Chiesa della Beata Vergine del Rosario) هي كنيسة رومانيّة كاثوليكيّة، تم بناؤها عام 1923 في أسمرة، عاصمة إريتريا، عندما كانت تحت سيطرة الاستعمار الإيطالي لتكون بمثابة الكنيسة الرئيسيّة للنيابة الرسوليّة لإريتريا.

## التصميم
تم تصميم الكنيسة على يد المعمار الإيطالي ميلانو أوريست سكانافيني وأشرف على العمل ماريو مازيتي. وهي على شكل صحن وممرين مع جناح وثلاثة أبراج. يبلغ طولها 40 مترًا وعرضها 27 مترًا وارتفاعها 25 مترًا. وتُعتبر إحدى أهم الأمثلة المبنيّة على طراز العمارة الرومانسكيّة اللومبارديّة في شرق أفريقيا.

## صور

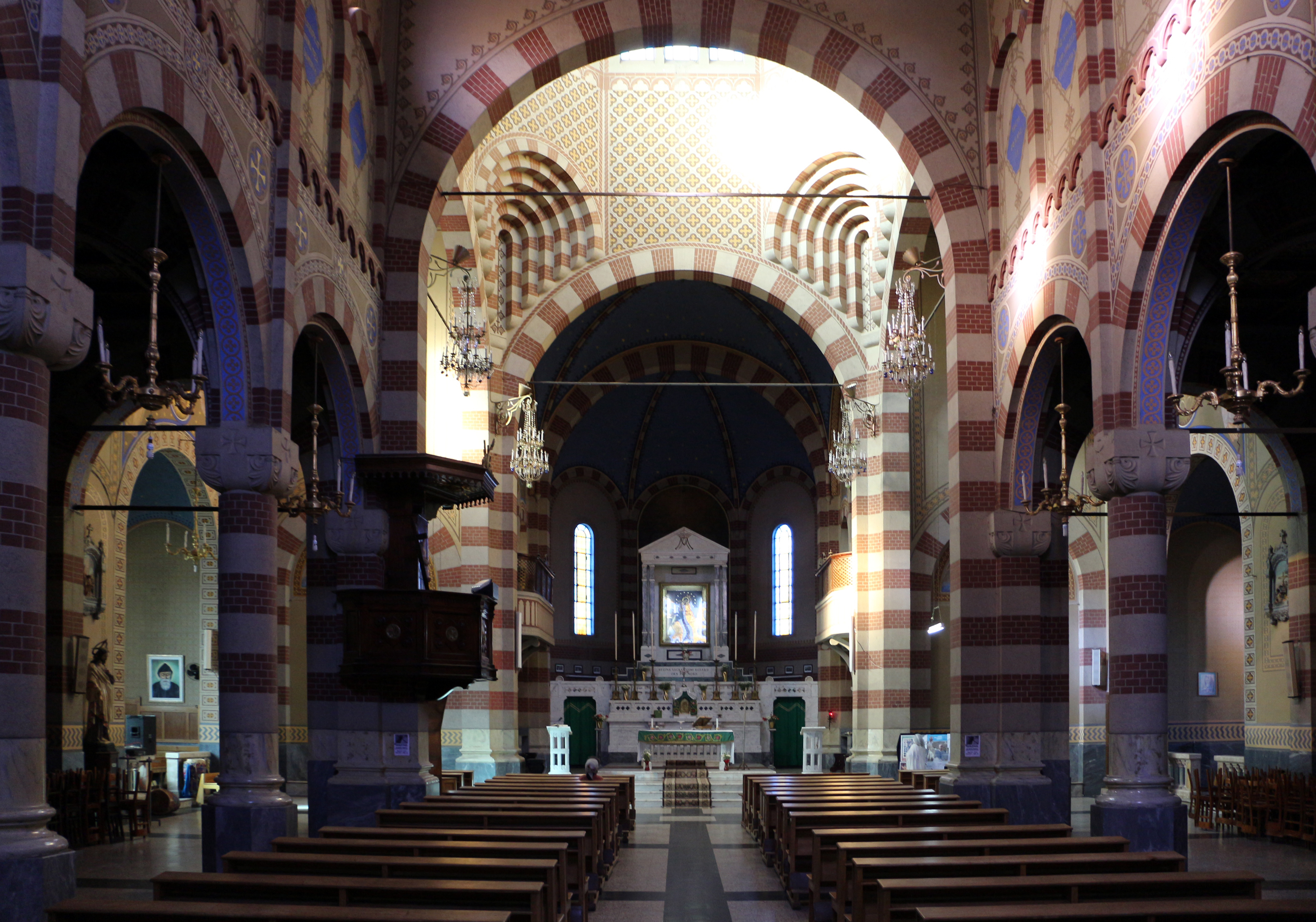
التصميم الداخلي للكنيسة.
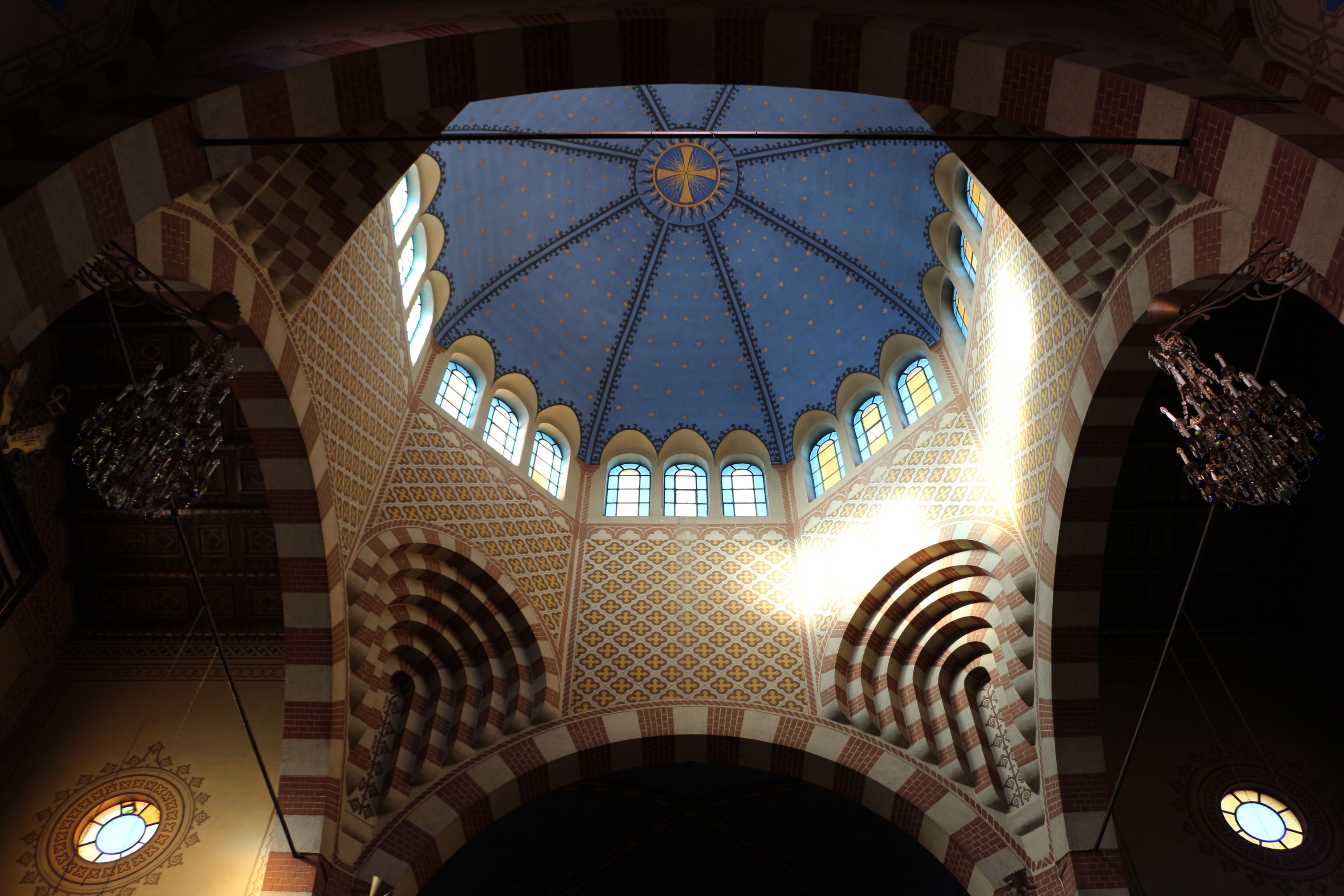
الكنيسة من الداخل.

## وصلات خارجية
- موقع كنيسة سيدة الوردية في أسمرة